# Musée de la littérature azerbaïdjanaise Nizami Gandjavi
Pour les articles homonymes, voir Nizami (homonymie).
Musée de la littérature azerbaïdjanaise Nizami Gandjavi (en azéri : Nizami Gəncəvi adına Azərbaycan ədəbiyyatı muzeyi) - le Musée de la littérature azerbaïdjanaise Nizami Gandjavi est fondé en 1939.
Le musée est situé au centre de la capitale azerbaïdjanaise Bakou, à proximité de la place des fontaines et de l’entrée de la vieille ville de Bakou. Aujourd’hui, ce musée est l’un des plus grands trésors de la culture spirituelle azerbaïdjanaise. Les objectifs du musée sont : collecte des données, recherche et stockage des documents scientifiques et d’autres matériels sur la littérature et la culture azerbaïdjanaise, présentation de ces matériels au musée et aux expositions. Le musée est également lieu des recherches scientifiques et de préparation des monographies et des livres.

## Histoire du musée
L’immeuble dans lequel est situé le musée est construit en 1850 comme un caravansérail. En 1915, l’immeuble est occupé par l’hôtel « Métropole » et on construit le premier étage au-dessus de l’immeuble existant. Dans les années 1918 - 1920, l’immeuble devient logement et bureau des fonctionnaires du Cabinet des ministres de la République démocratique d'Azerbaïdjan et, en 1920 - 1930, le Conseil de syndicats d’Azerbaïdjan s’y installe.
À l’occasion de 800e anniversaire du grand poète azerbaïdjanais Nizami Gandjavi, dans cet immeuble est créé le musée mémorial de Nizami par le décret № 4972 du 1er novembre 1939 du Conseil des Commissaires du peuple de la RSS d’Azerbaïdjan. Selon le projet des architectes Sadiq Dadachev et Mikaïl Usseynov on fait la rénovation du bâtiment, on installe des sculptures sur la façade et on rajoute encore deux étages. Ultérieurement, le musée mémorial est transformé en Musée de la littérature azerbaïdjanaise du nom de Nizami. L’intérieur du musée est décoré par le peintre Latif Kerimov. Pendant la Seconde Guerre mondiale, quand on célèbre le 800e anniversaire du poète azerbaïdjanais Nizami Gandjavi à Leningrad siégé, l’installation des expositions se poursuit au musée. Bien que le musée soit fondé en 1939, il ouvre ses portes pour les visiteurs après la guerre, le 14 mai 1945.
Deux fois, en 1959 et en 1967, le musée est restauré, élargi et perfectionné. En 2001 - 2003, il subit une série de changement. Après la visite au musée du Président de la République d’Azerbaïdjan Ilham Aliyev le 30 décembre 2004, de nouveaux projets sont préparés en été 2005 et les travaux de réparation et de restauration sont entamés. Le Cabinet des Ministres affecte 13 millions manats à ces buts. La surface de l’exposition s’étend jusqu’à 2500 m². Le nombre de salles atteint 30 principales et 10 auxiliaires. Si avant la restauration de 2005 le musée exposait près de 1000 de 120 000 pièces conservées, alors après la restauration leur nombre atteint 25 000.
Dans les salles d’exposition sont recueillis plus de 3 000 manuscrits, des livres rares, des illustrations, des portraits, des sculptures, des miniatures et d’autres objets d’art. Sur la façade du musée, sous les arcs, sont installés les statues des poètes et des écrivains azerbaïdjanais dans l’ordre suivant : Muhammed Fuzuli, Molla Panah Vaguif, Mirza Fatali Akhundov, Khurchidbanu Natavan, Djalil Mamedkulizade et Djafar Djabbarli. Dans les fonds du musée sont gardés 120 000 pièces d’exposition. Le manuscrit du poème de Nizami « Iskander-namé » daté de 1413, un exemplaire du manuscrit copié de Fuzuli « Bengu-Badé » (1569), « Le poème oriental sur la mort de Pouchkine » de Mirza Fatali Akhundov, ainsi que les autographes et d’autres expositions de grande valeur scientifique sont la fierté du musée.
Le 28 juillet 2022, par décret du président de l'Azerbaïdjan, le Musée national de l'histoire de l'Azerbaïdjan de l'ANSA, le Musée de la littérature azerbaïdjanaise Nizami Gandjavi et Maison-musée de Huseyn Djavid ainsi que leurs biens, ont été transférés à la subordination du ministère de la Culture d'Azerbaïdjan.